# Motairehe
 (août 2022).
Motairehe est une ville située à Katherine Bay (en), sur la côte nord-ouest de l'île de la Grande Barrière, en Nouvelle-Zélande. Le marae Motairehe Marae et sa wharanui correspondante Whakaruruhau sont situés ici. 

## Marae
Le marae Motairehe est proposé pour la première fois en 1878 et ouvre en 1983. Sa wharenui est nommé Whakaruruhau par Whetu McGregor. Whakaruruhau est un mot qui signifie « lieu d'abri » et cette wharenui est affiliée à Ngātiwai Ki Aotea,.